# P-Cimè
El para-cimè, p-cimè, cimè (també cimé) o cimol és un compost orgànic aromàtic que es troba a la natura per exemple en olis essencials com el de farigola. És un líquid incolor. Es classifica com un hidrocarbur pertanyent als monoterpens. En la seva estructura hi ha un anell de benzè. És insoluble en aigua però soluble en etanol i dietilèter. Hi ha isòmers: o-Cimè i m-cimè. El p-cimè és l'únic que es troba de manera natural.
El cimè és un lligand comú pel ruteni també es coneix el complex amb l'osmi.

## Plantes amb p-cimè
El p-cimè no té cap funció biològica provada, però, està present en moltes plantes. Les tres espècies de plantes amb més contingut de p-cimè són: Chenopodium ambrosioides (te bord) (730-8000 ppm a la planta), Peumus boldus (Boldo) (des de 6000-7500 ppm en les fulles) i Satureja hortensis (sajolida de jardí) (300-6000 ppm a la planta).

## Toxicologia
Irrita els ulls i la pell.